# Sperrfahrt

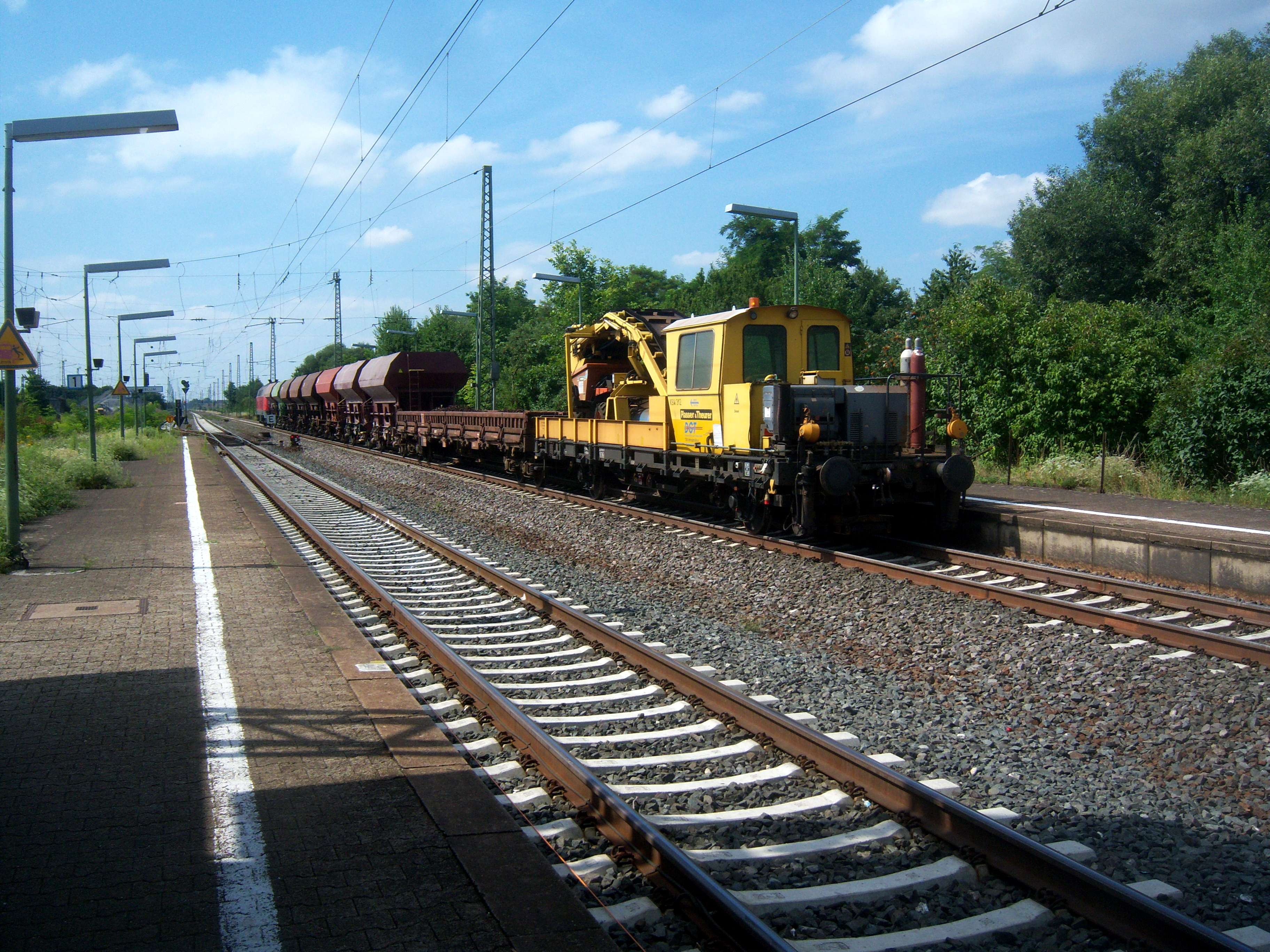
Eine Sperrfahrt kurz nach ihrer Ankunft im Bahnhof von Guntersblum

Eine Sperrfahrt ist das Bewegen von Fahrzeugen in einem gesperrten Gleis. Grundsätzlich unterscheiden sich die Regelungen je nach Land.

## Deutschland
Die Sperrfahrt ist nach der Richtlinie 408 der Deutschen Bahn AG wie folgt definiert: Sperrfahrten sind Züge oder Kleinwagenfahrten, die in ein Gleis der freien Strecke eingelassen werden, das gesperrt ist.
Gründe hierfür sind beispielsweise:
- die Bedienung einer Anschlussstelle auf der freien Strecke,
- Kleinwagenfahrten,
- Arbeiten gemäß einer Betra,
- Schneeräumfahrten[1] oder
- die Beseitigung von Unfallfolgen oder Hilfeleistungen, z. B. bei liegengebliebenen Zügen.

Während eine normale Zugfahrt immer zwischen zwei Bahnhöfen, Haltepunkten oder Haltestellen stattfindet, kann eine Sperrfahrt auch anderswo auf der freien Strecke beginnen oder enden. Bevor eine Sperrfahrt zugelassen werden darf, muss der Fahrdienstleiter zustimmen, der das Gleis gesperrt hat. Die Höchstgeschwindigkeit einer Sperrfahrt beträgt 50 km/h, bei geschobenen Fahrten 30 km/h Befinden sich auf dem Fahrweg Bahnübergänge ohne technische Sicherungen (d. h. Bahnübergänge, die nicht mit Schranken oder Lichtzeichen, sondern nur mit Andreaskreuzen ausgerüstet sind), dann darf eine geschobene Sperrfahrt nur 20 km/h fahren. Für von Kleinwagen angetriebene Kleinwagenfahrten gelten maximal 25 km/h. Die Sperrung kann erst dann aufgehoben werden, wenn alle in den gesperrten Bereich eingelassenen Sperrfahrten (sowie vor der Sperrung eingelassene Züge und Zugteile) den gesperrten Bereich wieder verlassen haben. Hierzu muss der Triebfahrzeugführer dem Fahrdienstleiter die Ankunft aller Fahrzeuge melden, sofern die Sperrfahrt auf einer Zugmeldestelle endet.
Bei Sperrfahrten wird das Zugmeldeverfahren angewandt. Sollen nach einer abgemeldeten Sperrfahrt weitere Sperrfahrten in das gesperrte Streckengleis eingelassen werden, muss vor der nächsten Fahrt der ersten Sperrfahrt der Befehl 12 mit dem Inhalt „Fahren auf Sicht“ für den Bereich des gesperrten Streckengleises aufgetragen werden. Danach erhält die zweite Sperrfahrt einen Befehl mit demselben Inhalt. Unvorhergesehene Sperrfahrten verkehren nach einem Ersatzfahrplan. Die Zugnummer muss der Fahrdienstleiter, der die Sperrfahrt ablässt, bei der Betriebszentrale erfragen. Falls mehrere Sperrfahrten vor einem „Fahrt“ zeigenden Signal stehen, gilt das „Fahrt“ zeigende Signal nur für die erste Sperrfahrt.
Im Rahmen des Betrieblichen Zielbildes der DB Netz sollen Sperrfahrten in Bereichen, die mit ETCS „ohne Signale“ ausgerüstet werden, in den ETCS-Betriebsarten Vollüberwachung (FS) oder On Sight (OS) erfolgen.

## Österreich
Das Pendant zur Sperrfahrt bei den Österreichischen Bundesbahnen ist die Nebenfahrt. Man unterscheidet zwischen der NO-Fahrt (zwischen Bahnhof und der freien Strecke), der NM-Fahrt (zwischen zwei Bahnhöfen) und der SKL-Fahrt (zwischen zwei oder mehreren Bahnhöfen, analog einer Zugfahrt). Während NO- und NM-Fahrten vorwiegend zur Abwicklung von Bauarbeiten benötigt werden, werden SKL-Fahrten auch im Normalbetrieb, beispielsweise für Überstellfahrten von Fahrzeugen, herangezogen.

## Schweiz

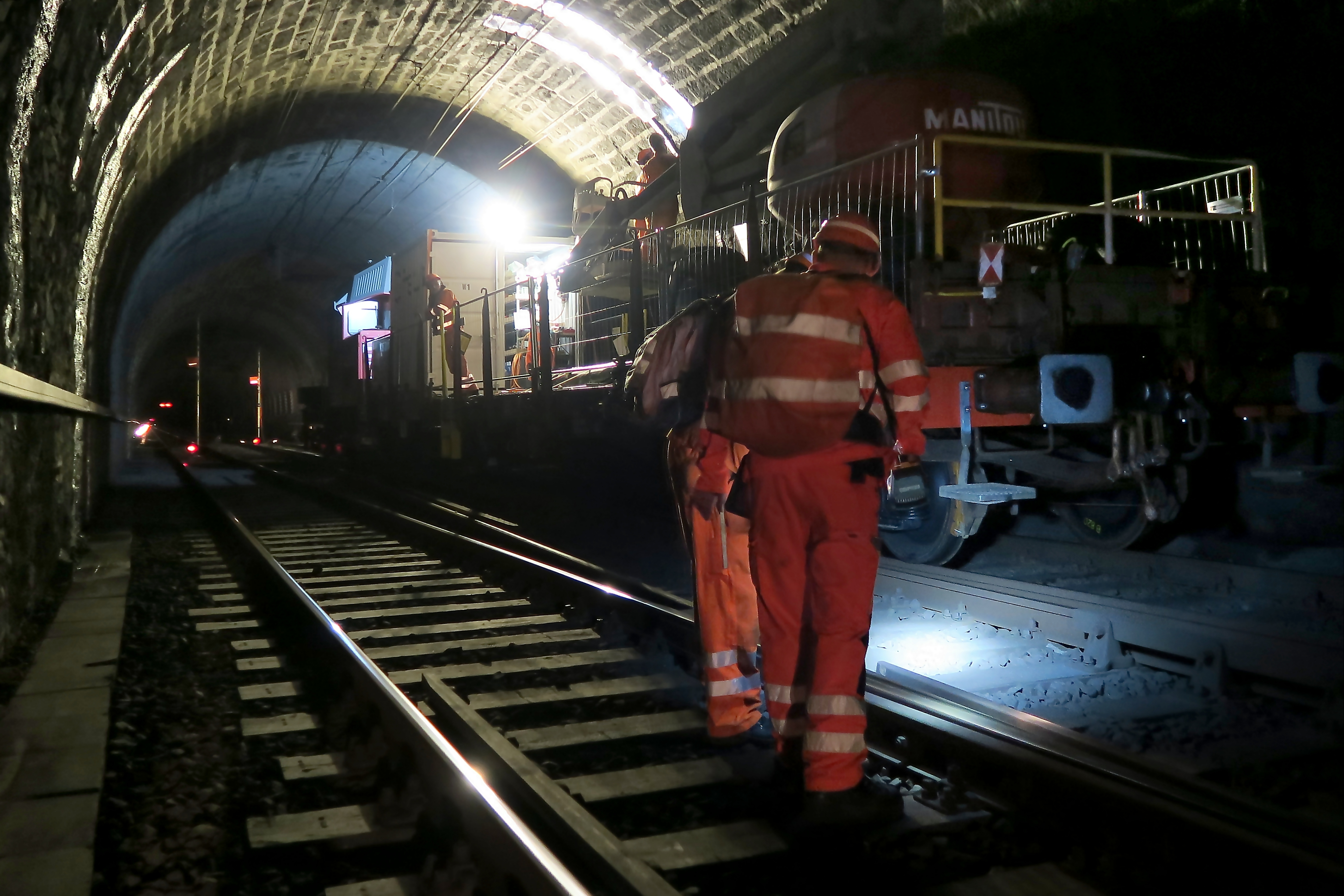
Rangierbewegung im gesperrten Gotthardtunnel

Sperrfahrten werden in der Schweiz als Rangierbewegungen in gesperrte Gleise bezeichnet. Daneben gibt es die Vorschriften „Ergänzende Bestimmungen für Rangierbewegungen auf die Strecke“, die bei in Betrieb stehenden Gleisen angewendet werden. Sie kommen hauptsächlich zur Anwendung, wenn ein steckengebliebener Zug abgeholt werden muss oder wenn die Sicherungsanlage nach der Zugfahrt die Grundstellung nicht erreicht. Grundsätzlich sind jedoch soweit möglich Fahrten auf die Strecke als Zugfahrt durchzuführen.
Die Bestimmungen für Rangierbewegungen in gesperrte Gleise gelten wegen Arbeiten auf gesperrten Gleisen auf der Strecke, im Bahnhof und im Bereich der Führerstandsignalisierung.
Auf gesperrten Gleisen wird auf Sicht gefahren. Im Bahnhof gelten die Bremsvorschriften für Rangierbewegungen, auf der Strecke die Bremsvorschriften für Züge. Die Bahnübergangsanlagen werden, sofern dies technisch möglich ist, durch den Rangierleiter eingeschaltet.